# Transocean (Nachrichtenagentur)

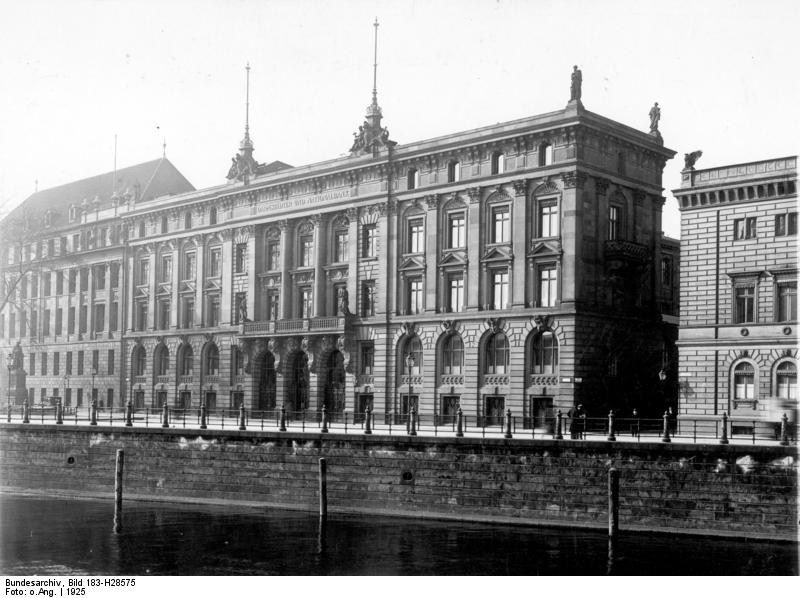
Transocean-Foto, 1925. Hier: „Darmstädter und Nationalbank“, Berlin

Die Transocean GmbH (TO) war eine deutsche Nachrichtenagentur. Sie wurde 1915 gegründet und war weltweit das erste Büro, das seine Nachrichten drahtlos verbreitete. Zu ihr gehörte auch eine umfangreiche Bildagentur. 1933 wurde Transocean dem Reichspropagandaministerium unterstellt, 1945 wurde der Dienst aufgelöst.

## Geschichte

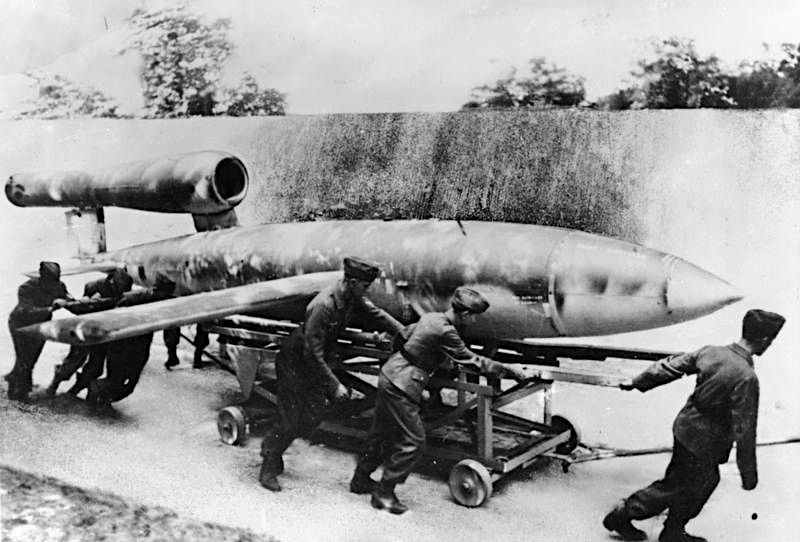
Transocean/Europapress-Foto, 1944 Hier: „Marschflugkörper Fieseler Fi 103 V 1“ vor dem Start

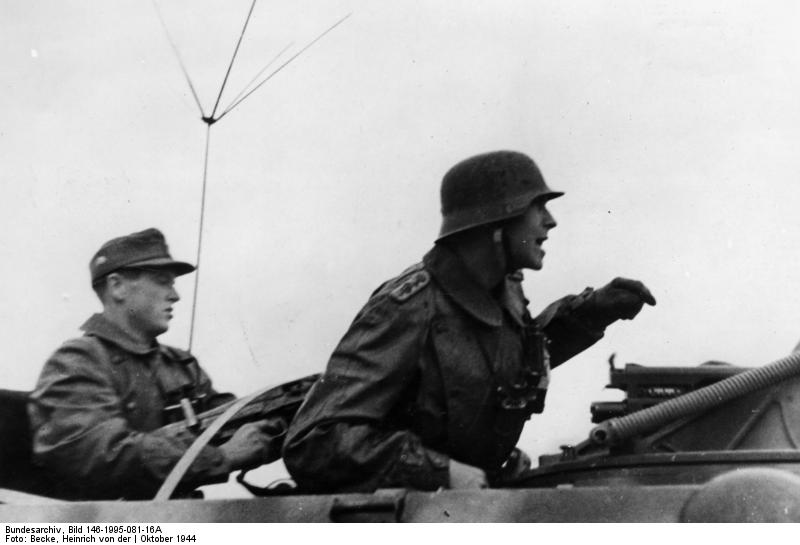
Transocean/Europapress-Foto, 1944. Hier: „Russland, Kommandeur auf Schützenpanzer“

Die Transocean GmbH ging am 10. Mai 1915 aus dem ein Jahr zuvor von deutschen Industriellen und dem Auswärtigen Amt (AA) gegründeten Vorläufer des Deutschen Überseedienstes (DÜD), dem Syndikat Deutscher Überseedienst, hervor und sollte das Ausland mit journalistischen Meldungen aus Deutschland versorgen. Transocean gehörte zu einem Verbund von Presseunternehmen, an denen der Rüstungs- und Medienunternehmer Alfred Hugenberg beteiligt war und die als deutschnationale Wettbewerber zu dem international ausgerichteten Wolffs Telegraphisches Bureau auftraten. Die TO sollte vor allem propagandistisch auf die neutralen Länder einwirken und stellte den dortigen Zeitungen Nachrichten und Bilder kostenlos zur Verfügung. Das defizitäre Geschäft wurde durch Zuschüsse des AA ausgeglichen.
Von 1918 bis 1936 leitete Wilhelm Schwedler die Transocean.
1933 wurde die TO zusammen mit der für Europa zuständigen Agentur Europapress (EP) und dem Deutschen Nachrichtenbüro (DNB) dem Reichspropagandaministerium unter Joseph Goebbels unterstellt. Die TO sollte nach außen hin als „vom Staat unabhängige Nachrichtenorganisation auftreten“. Die Agentur versorgte die Auslandsmedien mit Meldungen, die, um die Glaubwürdigkeit zu erhöhen, frei von nationalsozialistischer Terminologie sein sollten. Gleichzeitig arbeiteten vierzig Auslandskorrespondenten der Transocean in Übersee verdeckt für das Reichspropagandaministerium. 1942 wurden kriegsbedingt die Transocean und die Europapress als gemeinsamer Auslandsnachrichtendienst mit größerer Kompetenz ausgestattet, zusammengelegt und von der reichseigenen Dachgesellschaft „Telos GmbH“ übernommen. Der Funkdienst wurde 1943 eingestellt, die Firma bestand formal noch bis 1957. 1955 hatte das Presse- und Informationsamt der Bundesregierung das Transocean-Archiv mit allen Rechten erworben und überstellte es 1978 dem Bundesarchiv in Koblenz.
Zahlreiche, zum Teil führende Mitarbeiter waren nach 1945 bei deutschen Zeitungen und im Hörfunk tätig. Georg Schröder (1905–1987) war Bonner Korrespondent der Welt, Werner von Lojewski (1907–1980) beim Abend und Pressesprecher bei der CDU, Peter von Zahn (1913–2001) arbeitete als Hörfunk- und Fernsehmoderator für verschiedene Funkanstalten.

## Organisation

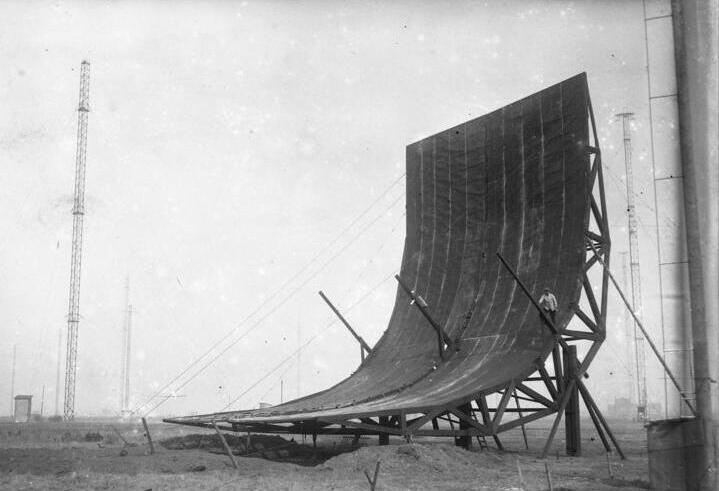
Großfunkstelle Nauen, 1932

Die Transocean übermittelte während des Ersten Weltkriegs ihre Nachrichten über Kriegsgeschehen, Politik, Wirtschaft und Sport über Funk in vierzehn überseeische Länder, vor allem in deutscher, englischer und französischer Sprache. Gleichzeitig wurden Passagierschiffe bedient, die Transocean-Meldungen für ihre Bordzeitungen verwendeten. Bei ungünstigen Wetterlagen konnten die Meldungen nur unvollständig oder gar nicht empfangen werden. „Technische Mängel und journalistischer Dilettantismus bewirkten, dass die Bedeutung der Transocean GmbH weitgehend auf ihre Funktion als amtliches deutsches Nachrichtenorgan beschränkt wurde.“
Anfangs wurden die Nachrichten über die Großfunkstelle Nauen abgesetzt. Nach 1935 nahm Transocean die eigene Sendestelle Remate im Landkreis Niederbarnim in Betrieb, da 1936 in Berlin die Olympischen Sommerspiele stattfinden sollten, „die ein besonders hohes Aufkommen an Presseberichten erwarten ließen, und an deren reibungsloser Übermittlung die Deutsche Reichspost (DRP) größtes Interesse hatte“. Aus diesem Grund „übernahm die DRP die Anlage mit einem 100-kW-Sender, vier 50-kW- und drei 10-kW-Sendern, elf Dipolantennen, sechs Rundstrahlern, zwei Vertikalstrahlern und einer Rhombusantenne“. Der Ausbau war die Voraussetzung für den 24-Stunden-Betrieb.
1938 sendete Transocean täglich 38,5 Stunden, die aus sechs deutschen, sieben englischen, zwei spanischen und einem reduzierten französischen Dienst bestanden. Weiterhin wurde der deutsche Schiffdienst und der CQ-Funkspruch „An Alle“ betreut. Nach Kriegsausbruch 1939 sendete TO bereits 55 Stunden, 1940 66 Stunden und 1941 schließlich 70 Stunden täglich, wobei der englische Dienst am stärksten ausgebaut, der französische eingestellt wurde.